# Ерёмин, Николай Николаевич (химик)
Николай Николаевич Ерёмин (род. 22 января 1968, Москва) — российский учёный-химик, доктор химических наук, профессор (геологический факультет МГУ), профессор РАН (2015), член-корреспондент РАН (2019), декан геологического факультета МГУ (с 2021 — и.о., с 2024 — в должности).
Специалист в области кристаллохимии, термодинамики минералов и моделирования кристаллических структур минералов и твёрдых растворов, их дефектов и радиационной устойчивости материалов.

## Биография
Родился 22 января 1968 года в Москве, СССР, в семье геологов.
В 1992 году с отличием окончил геологический факультет МГУ.
В 1996 году защитил кандидатскую диссертацию в ГЕОХИ РАН на тему «Теоретическое моделирование и прецизионные экспериментальные исследования оксидов и силикатов олова и титана» (кандидат химических наук).
С 1997 года работает на геологическом факультете МГУ, пройдя путь от научного сотрудника до профессора (2012—2015) и заведующего кафедрой кристаллографии и кристаллохимии (с 2015 года).
В 2009 году защитил в МГУ докторскую диссертацию на тему «Атомистическое моделирование кристаллических структур минералов и дефектов и твёрдых растворов».
В декабре 2015 года ему было присвоено учёное звание профессора РАН.
В октябре 2019 года был избран членом-корреспондентом РАН.
22 ноября 2021 года назначен исполняющим обязанности декана геологического факультета МГУ, вместо Д. Ю. Пущаровского. С 1 января 2024 года — декан. 

## Научная деятельность
Сфера научных интересов — компьютерное моделирование структур и свойств минералов и неорганических соединений.
Автор 275 научных работ, из них 9 монографий.
Читает курсы «Математическое моделирование кристаллических структур», «Современные проблемы минералогии и кристаллографии», «Избранные главы теоретической кристаллохимии», «Кристаллография», «Кристаллохимия», «Методы моделирования твёрдых тел».

### Основные труды
- «Атомистическое компьютерное моделирование структуры и свойств неорганических кристаллов и минералов, их дефектов и твёрдых растворов» (соавт., 2012);
- учебник «Неорганическая кристаллохимия. Кн. 1» (соавт., 2018);
- учебные пособия «Занимательная кристаллография» (соавт., 2013);
- «Кристаллохимия: адаптированный курс для Филиала МГУ в г. Душанбе» (соавт., 2017);
- «Отдельные главы структурной химии» (соавт., 2018);
- «Электронные тесты по месторождениям полезных ископаемых Таджикистана» (соавт., 2018).

## Награды
- Благодарность Президента Российской Федерации (5 февраля 2024 года) — за заслуги в развитии отечественной науки, многолетнюю плодотворную деятельность и в связи с 300-летием со дня основания Российской академии наук[7].